# António Rodrigues (arquiteto)
António Rodrigues foi um arquitecto português que viveu no século XVIII.
Muito pouco se sabe acerca de sua biografia. Nasceu na Quinta da Devesinha, em Minhotães, Concelho de Barcelos, Distrito de Braga.
Como colaborador de Nicolau Nasoni, o professor António Cruz refere:
Quanto a António Rodrigues, esse, sim, mestre-pedreiro, natural de Minhotães, como dito foi, sabemo-lo a colaborar com Nasoni, pelo menos a partir de 3 de Agosto de 1743, pois foi nesse dia, entre muitos oficiais pedreiros que de várias partes concorreram, quem tomou de arrematação a obra da igreja do Bom Jesus de Bouças (Matosinhos), para construir o seu «frontispício, ilhargas, duas capelas, confessionários, púlpito e baptistério», de acordo com uma planta devida a Nasoni (…). (CRUZ, António. Nasoni, Arquitecto da Igreja de Bougado)
Para a execução das obras da igreja de Bougado, houve dois contratos: o primeiro deles, de 1748, foi lavrado no tabelião do Couto e Honra de Fralães; o segundo, definitivo, de 1754, foi feito no Porto. Neste documento, assinado também por Nasoni, António Rodrigues aparece guindado a arquitecto e mestre-arquitecto:
(…) entre vários lanços que houve o mais diminuto foi o que deu e lançou o dito Arquitecto António Rodrigues da Devezinha, que com efeito lançou a quantia de cinco contos e vinte mil réis, e por esta quantia lhe houve por arrematada a dita obra, e por assim ser verdade disse ele Mestre-Arquitecto António Rodrigues (…) [sic]
Dada a proximidade entre Minhotães e Monte de Fralães, não é de excluir que o dedo de mestre de António Rodrigues possa ter estado activo nas obras de ampliação que ao seu tempo sofreu a actual matriz dessa freguesia.
Existiu um outro António Rodrigues (ca 1525-1590), que no século XVI exerceu o cargo de "Mestre das obras das fortificações", e que foi substituído por Filippo Terzi em 1590.